# My Favourite Winter
My Favourite Winter – siódmy album studyjny polskiej piosenkarki Edyty Górniak, wydany 15 listopada 2024 nakładem wytwórni Warner Music Poland. Zawiera covery utworów, głównie bożonarodzeniowych (w tym kolęd), nagrane w towarzystwie orkiestry na bazie koncertu telewizyjnego Edyta Górniak świątecznie, wyemitowanego premierowo 25 grudnia 2023 przez TVP1.
Album zadebiutował na 15. miejscu polskiej listy sprzedaży OLiS.

## Lista utworów
Opracowano na podstawie danych w serwisie Tidal
| Nr  | Tytuł utworu                             | Muzyka                                | Tekst                                 | Długość |
| --- | ---------------------------------------- | ------------------------------------- | ------------------------------------- | ------- |
| 1.  | „Let It Snow”                            | Jule Styne                            | Sammy Cahn                            | 2:56    |
| 2.  | „Santa Claus Is Comin’ to Town”          | Haven Gillespie, John Frederick Coots | Haven Gillespie, John Frederick Coots | 2:31    |
| 3.  | „Pada śnieg”                             | Rafał Paczkowski                      | Jacek Cygan                           | 4:45    |
| 4.  | „Have Yourself a Merry Little Christmas” | Hugh Martin, Ralph Blane              | Hugh Martin, Ralph Blane              | 4:10    |
| 5.  | „Jezus malusieńki”                       | utwór tradycyjny                      | utwór tradycyjny                      | 4:06    |
| 6.  | „Love Me Tender”                         | George R. Poulton                     | Elvis Presley, Vera Matson            | 3:02    |
| 7.  | „White Christmas”                        | Irving Berlin                         | Irving Berlin                         | 3:41    |
| 8.  | „L-O-V-E”                                | Berthold Kaempfert, Milton Gabler     | Berthold Kaempfert, Milton Gabler     | 3:06    |
| 9.  | „Cicha noc”                              | Franz Xaver Gruber                    | Piotr Maszyński                       | 4:34    |
| 10. | „Walking in the Air”                     | Howard Blake                          | Howard Blake                          | 3:47    |
| 11. | „Jingle Bells”                           | James Pierpont                        | James Pierpont                        | 4:03    |
|     |                                          |                                       |                                       | 40:41   |

## Pozycje na listach sprzedaży

### Pozycje na listach tygodniowych
| Kraj   | Lista (2024)            | Najwyższa pozycja |
| ------ | ----------------------- | ----------------- |
| Polska | OLiS – albumy           | 15                |
| Polska | OLiS – albumy fizycznie | 8                 |